# HMS Triton (1773)
HMS Triton (1773) — 28-пушечный фрегат 6 ранга Королевского флота. Четвертый британский корабль, названный Triton.

## Постройка
Проект Mermaid был выполнен Слейдом в 1760-е годы, как уменьшенное повторение трофейного французского L’Abenakise, так называемой demi-batterie, взятой в 1757 году. Проект был возрожден в ответ на Фолклендский кризис 1770 года. Первые два фрегата этой группы, включая Triton, были заложены в тот же месяц, когда Слейд умер.
Заказан 25 декабря 1770 года. Заложен 10 февраля 1771 года. Спущен на воду 1 октября 1773 года на частной верфи Henry Adams в Баклерс Хард. Достроен с 15 октября по 4 ноября 1775 года на королевской верфи в Портсмуте.

## Служба

### Война за независимость США
Участвовал в Американской революционной войне. 
1775 год — вступил в строй в августе, капитан Скеффингтон Лютвидж (англ. Skeffington Ludwidge), командовал до 1780 года.
1776 год — 16 марта ушел в Северную Америку; 
1777 год — действовал в реке Св. Лаврентия по 1778 год.
1778 год — 13 июня взял американский приватир Pompey.
1779 год — февраль-апрель, оснащение и обшивка медью в Чатеме; летом с флотом Харди; 29 сентября взял американский приватир Gates.
1780 год — 8 января с эскадрой Родни был в нападении на каракасские корабли; 16-17 января с ним же был в бою против де Лангара; сопровождал конвой на Минорку, затем на Подветренные острова; май, вернулся в Англию; июнь, капитан Джон Мак-Лоурин (англ. John M'Lawrin), Подветренные острова.
1781 год — май, перешел на Тобаго.
1782 год — 25−26 января был при Сент-Киттсе; 12 апреля был при островах Всех Святых; октябрь, выведен в резерв и рассчитан.

### Межвоенный период
1783 год — март, капитальный ремонт на частной верфи Thomas Graves, Лаймхауз, по август 1784 года.  
1790 год — май-июль, оснащение на частной верфи Barnard в Дептфорде; возвращен в строй в июне в связи с инцидентом в зал. Нутка, капитан Джордж Мюррей (англ. George Murray).
1791 год — 6 сентября ушел на Ямайку.

### Французские революционные войны
1793 год — октябрь(?), капитан Скори Баркер (англ. Scory Barker); 
1795 год — 8 марта ушел на Ямайку; август, с конвоем вернулся в Англию.
1795 год — январь, разобран в Дептфорде.